# Архиепархия Пресвятой Девы Марии в Астане
Архиепа́рхия Свято́й Мари́и в Астане́ (каз. Астана қаласындағы Әулие Мариям Архиепархиясы; лат. Archidioecesis Sanctae Mariae in Astanansis) — римско-католическая архиепархия с центром (кафедрой) в городе Астана (Казахстан). Архиепархия Пресвятой Девы Марии в Астане является митрополией, вместе с суффраганными епархиями Караганды, Алма-Аты и апостольской администратурой Атырау покрывает всю территорию Казахстана. Территория самой архиепархии охватывает Павлодарскую, Акмолинскую, Костанайскую и Северо-Казахстанскую область.
Кафедральный собор — Собор Божией Матери Неустанной Помощи, где архиепископом служит Томаш Бернард Пэта.

## История
7 июля 1999 года папа Иоанн Павел II учредил апостольскую администратуру с центром в Астане, которая 17 мая 2003 года была возведена в статус архиепархии. Кафедральным собором архиепархии-митрополии служит церковь Божией Матери Неустанной Помощи. Возглавляет митрополию архиепископ Томаш Пэта. С 5 февраля 2011 года в архиепархии служит викарный епископ — Атанасиус Шнайдер (ORC, орден регулярных каноников Св. Креста), бывший до этого викарным епископом Карагандинской епархии.

## Структура
Архиепархия поделена на 5 деканатов:
- Астанинский деканат
- Кокшетауский деканат
- Костанайский деканат
- Павлодарский деканат
- Петропавловский деканат.

На территории архиепархии существует два грекокатолических прихода, принадлежащих к Украинской грекокатолической церкви, прихожанами которых являются этнические украинцы: приход Святых Верховных Апостолов Петра и Павла в Павлодаре и храм Святого Иосифа Обручника в Астане. Однако эти приходы административно подчинены апостольской администратуре для католиков византийского обряда в Казахстане и Средней Азии.

## Статистика
По данным на 2016 год в архиепархии Пресвятой Девы Марии в Астане насчитывалось 34 прихода, 17 диоцезальных (то есть не монашествующих) и 17 монашествующих священников (общее число монахов — 21, монахинь — 74). Общее число католиков оценивалось в 55 000 человек. В архиепархии также работает местное отделение Каритас.
| год  | население | население | население | священники | священники        | священники         | священники                           | постоянные диаконы | монахи  | монахи  | приходы |
| год  | католики  | всего     | %         | всего      | белое духовенство | черное духовенство | число католиков на одного священника | постоянные диаконы | мужчины | женщины | приходы |
| ---- | --------- | --------- | --------- | ---------- | ----------------- | ------------------ | ------------------------------------ | ------------------ | ------- | ------- | ------- |
| 2000 | 90.000    | 3.985.700 | 2,3       | 27         | 11                | 16                 | 3.333                                |                    | 19      | 27      | 17      |
| 2001 | 90.000    | 3.985.000 | 2,3       | 31         | 15                | 16                 | 2.903                                | 2                  | 22      | 35      | 18      |
| 2003 | 90.000    | 3.985.000 | 2,3       | 37         | 23                | 14                 | 2.432                                |                    | 19      | 43      | 22      |
| 2004 | 90.000    | 3.985.000 | 2,3       | 34         | 17                | 17                 | 2.647                                |                    | 25      | 61      | 21      |
| 2005 | 90.000    | 3.985.000 | 2,3       | 34         | 14                | 20                 | 2.647                                |                    | 27      | 54      | 34      |
| 2013 | 60.000    | 3.650.000 | 1,6       | 51         | 27                | 24                 | 1.176                                | 1                  | 28      | 73      | 34      |
| 2016 | 55.000    | 3.805.000 | 1,4       | 34         | 17                | 17                 | 1.617                                |                    | 21      | 74      | 34      |